# Perm-36

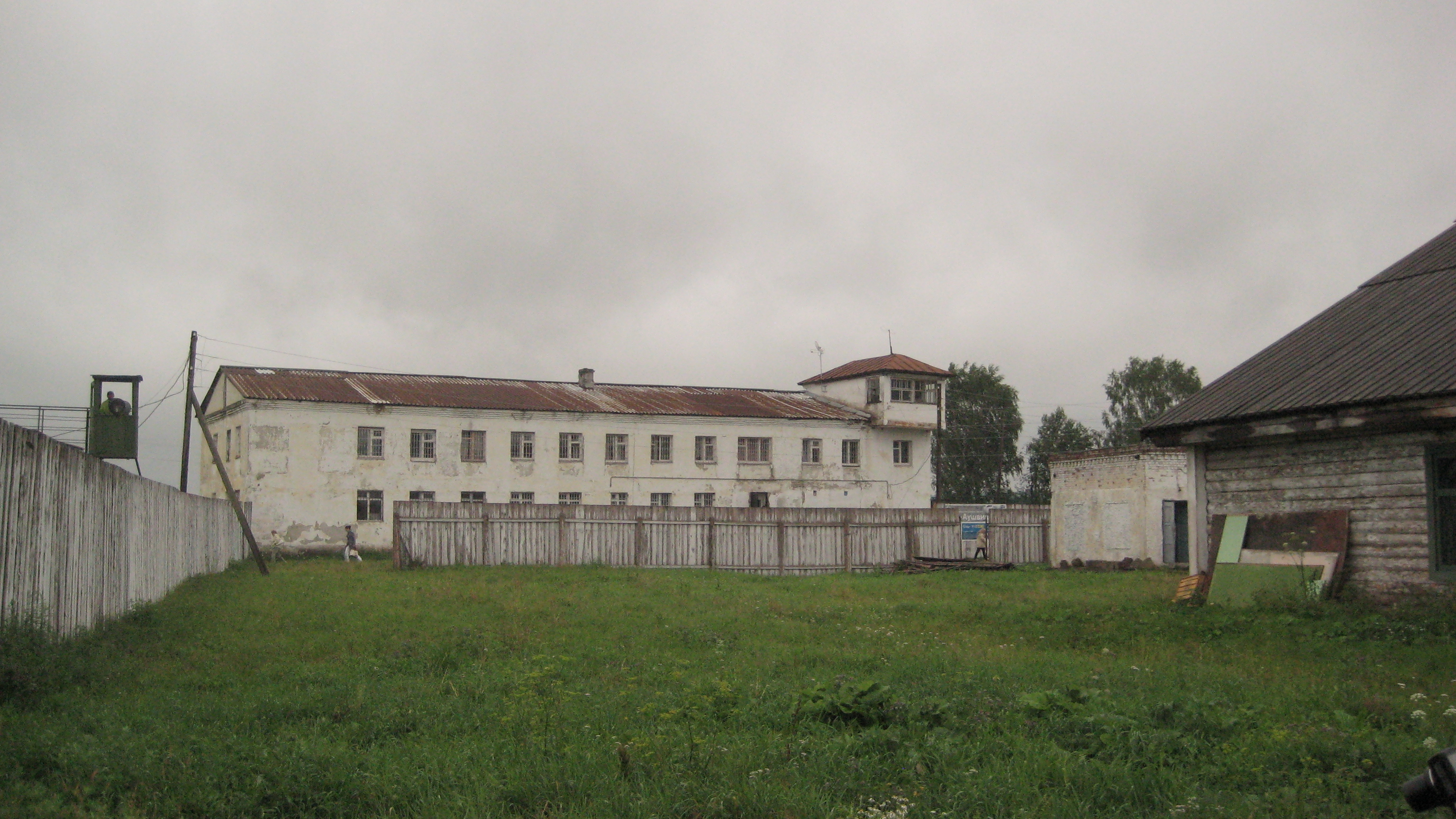
Bâtiment principal.

Perm-36 était un camp de travail forcé, ancienne unité du Goulag soviétique. Il se trouve dans l'Oural, à 100 km de Perm, soit 1 500 km à l'est de Moscou. En activité de 1946 à 1987, c'était le plus célèbre des camps abritant des prisonniers politiques. Après restauration, Perm-36 est aujourd'hui le seul camp en bon état de conservation. 
Le site abrite maintenant le musée de l'histoire de la répression politique et du totalitarisme en URSS, d'abord géré par une association jusqu'en 2014, puis repris en main par les autorités russes.

## Historique
Le camp est fondé en 1946 avec le nom ITK-6, pour permettre l'exploitation forestière de cette partie boisée de l'Oural. Les arbres étaient abattus à la scie, puis transportés par flottage après la fonte des glaces au printemps. Le camp comportait alors 1000 prisonniers répartis en quatre baraques. Vers 1950, environ 150 000 prisonniers travaillaient dans l'oblast de Perm où se trouvaient 150 camps.
En 1972, le camp devient un lieu de détention pour les prisonniers politiques, dont Andreï Siniavski, Vladimir Boukovski et Vassyl Stous qui y meurt en 1985.
Lorsqu'il ferme en décembre 1987, c'est un des derniers camps à contenir des prisonniers politiques. Le camp voisin de Perm-35 est le dernier à fermer en 1992.
Le camp est en partie rasé en 1989. Il est restauré dans les années 1990, notamment grâce aux efforts d'historiens et d'anciens prisonniers.

## Conditions de vie dans le camp
Les prisonniers travaillaient 8 h par jour dans un endroit, en dehors de la zone de vie mais protégé par des barrières. Ils étaient payés de 5 à 7 roubles par mois, ce qui leur permettait d'acheter des vêtements et de la nourriture.
Il y avait 2 repas par jour : le midi et le soir. Ils se composaient de 40 g de viande et de 400 g de pain. Ces quantités étaient insuffisantes, c'est pour cela que les prisonniers mangeaient de l'herbe pendant leurs promenades, pour les vitamines.
Les prisonniers avaient un peu de temps libre : ils pouvaient écrire des lettres : 2 par mois seulement mais ils pouvaient en recevoir autant que possible. Il ne pouvait pas y avoir de lettres interdites. Les prisonniers pouvaient aussi se promener dans l'allée entre les baraques.
Tous les soirs, les prisonniers avaient une séance de 2 h « d'éducation », c'est-à-dire de propagande. Ils lisaient des livres à propos de Staline ou Lénine, ils regardaient des films ou des affiches de propagande.
Les prisonniers ne pouvaient se laver qu'une seule fois par semaine et quand ils étaient malades, ils devaient aller à Perm 35, où il y avait des docteurs.
Certains gardes s'amusaient à couper l'eau dans les baraques. Parfois, ils devaient eux aussi travailler afin de remplir les plans quinquennaux de Staline.
Pour les prisonniers qui marchaient ou souriaient « anti-soviétiquement », pour ceux qui ne travaillaient pas bien ou écrivaient des lettres contre le régime, il y avait une prison d'une capacité de 20 personnes à l'intérieur du camp. Les prisonniers y restaient 15 jours et les conditions y étaient très difficiles : ils avaient peu à manger, ils ne pouvaient pas se laver, il y avait beaucoup de maladies et les normes de travail y étaient très hautes. C'est pourquoi beaucoup s'y suicidaient.
Pour les plus grands prisonniers, il y avait un camp spécial à 700 m de l'autre. Les prisonniers vivaient dans une pièce et travaillaient dans une autre : ils ne voyaient personne, à l'exception des gardes. Leur zone de promenade faisait seulement 6 m2.

## Le musée de l'histoire de la répression politique et du totalitarisme en URSS
Ce musée a été fondé dans les années 1990 par un groupe de militants locaux et géré par une association. À partir de 2012, les autorités russes critiquent la façon dont cette association gère le musée. Les financements publics lui sont supprimés, l'association est contrainte de se déclarer « agent de l'étranger » puis les autorités prennent le contrôle du musée en 2014,.